# Sent-Vincent
Saint-Vincent (arpità Sent-Veuncent) és un municipi italià, situat a la regió de Vall d'Aosta. L'any 2007 tenia 4.846 habitants. Limita amb els municipis d'Ayas, Brusson, Châtillon, Emarèse i Montjovet. Des de 1948 atorga cada any els Premis Saint-Vincent de periodisme.

## Administració
| Període | Identitat   | Partit        |
| ------- | ----------- | ------------- |
| 2005-   | Sara Bordet | Llista Cívica |

## Personatges il·lustres
- Cesare Dujany, president del Consell de la Vall i diputat al Parlament italià